# Tchien-wen-1
Tchien-wen-1 (čínsky pchin-jinem Tiānwèn, znaky zjednodušené 天问) je čínská meziplanetární mise Čínské národní vesmírné agentury (CNSA), která doputovala k Marsu. Skládá se z orbiteru a landeru. Lander byl pojmenován Ču-žung (Zhurong). Jde o první čínskou misi k Marsu a  Čína je 3. státem, který úspěšně dostal svůj výtvor na povrch Marsu.
10. února 2021 dosáhla sonda orbity Marsu a zahájila svou činnost. V květnu 2021 byl zahájen sestup landeru na povrch Marsu. Lander úspěšně přistál v sobotu 15. května. Orbiter krouží ve výšce 265 kilometrů nad povrchem a snímkuje povrch kamerou s vysokým rozlišením (0,5 metr na pixel).

## Průběh mise
23. července 2020 vystartovala raketa Dlouhý Pochod 5 z kosmodromu Wen-čchang.
K Marsu dorazila sonda 10. února 2021 těsně před 20:00 pekingského času. Dosáhla oběžné dráhy ve výšce 400 kilometrů nad povrchem Marsu. Poté zahájila postupný sestup až na finální výšku 265 kilometrů nad povrchem Marsu.

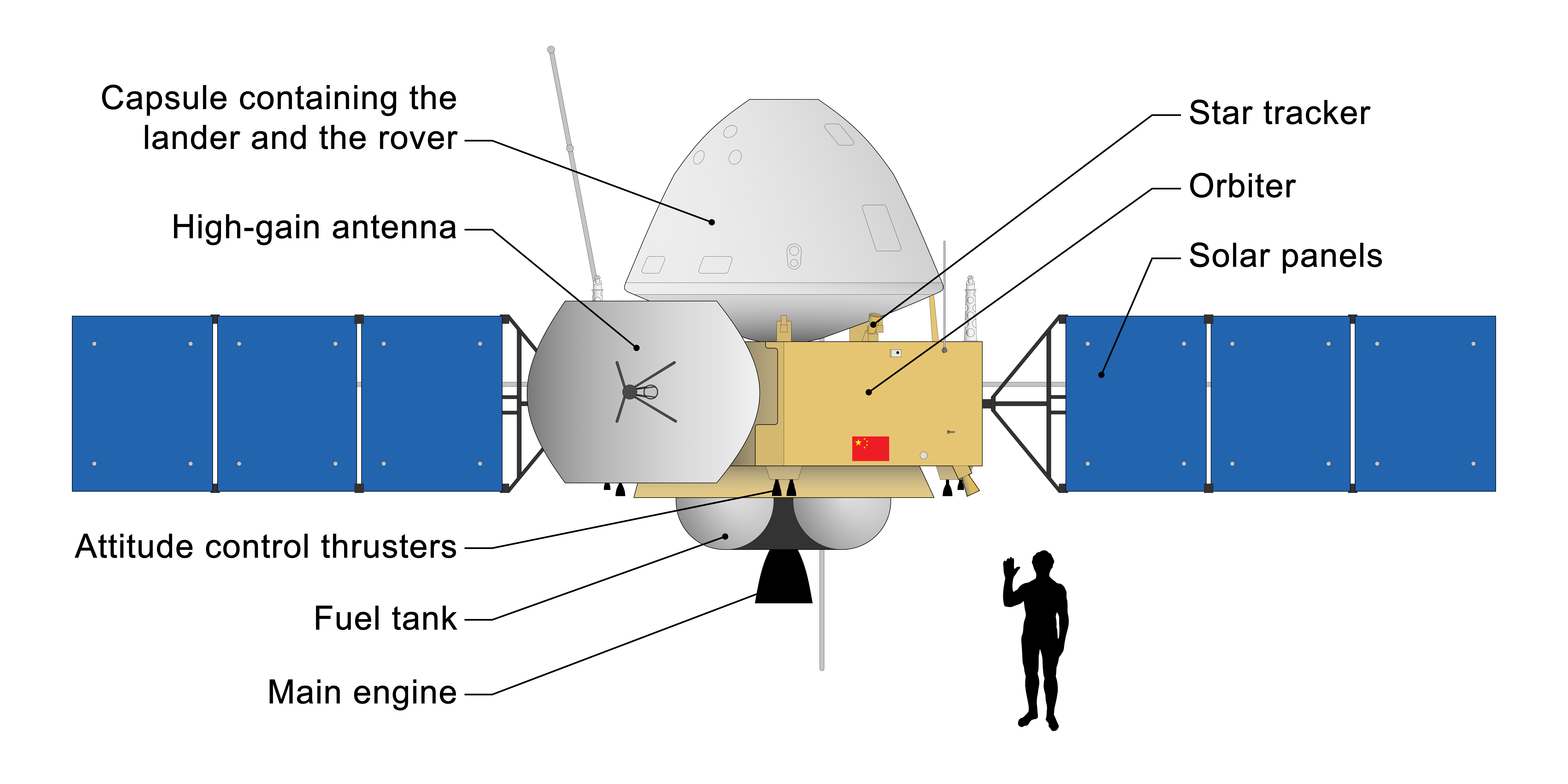
Schéma orbiteru Tianwen-1.

14. května 2021 přistál lander, nesoucí rover pojmenovaný Ču-žung (Zhurong) na povrchu Marsu. Lander přistál na planině Utopia Planitia, kde přistál již v roce 1976 přistávací modul Viking 2.
22. května 2021, 02:40 UTC. Ču-žung (Zhurong) úspěšně sjel z přistávacího landeru na povrch Marsu.
11. června 2021, CNSA vydala první soubor vědeckých fotografií z povrchu Marsu, včetně panoramatických snímků pořízených roverem Ču-žung (Zhurong).

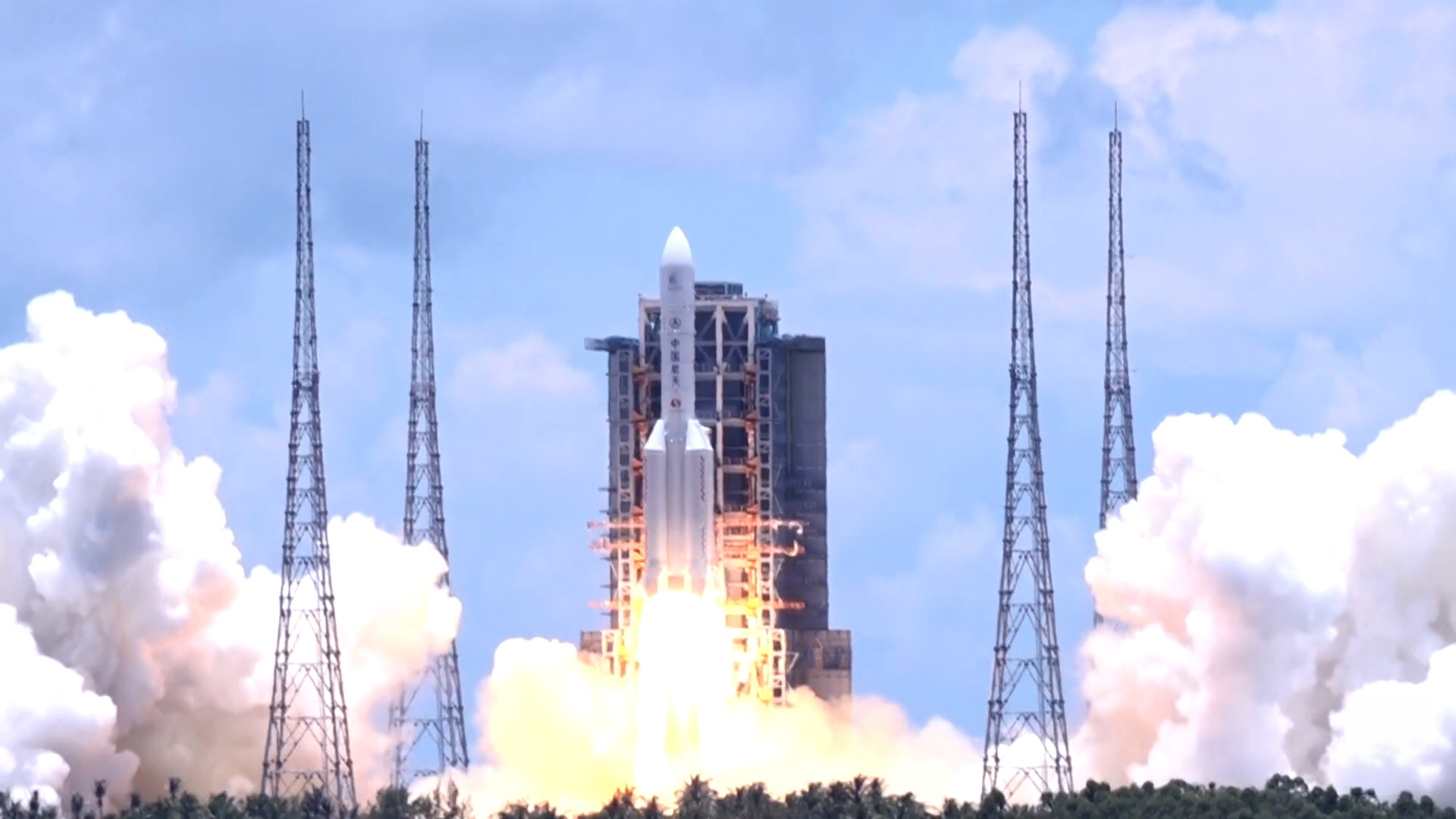
Tianwen-1 při startu.

## Technologie
Sonda disponuje supermoderní kamerou s vysokým rozlišením, na jejíchž záběrech lze nalézt i tenkou a velice řídkou marsovskou atmosféru. Lander bude odebírat vzorky hornin. Vypuštění roveru je podobné jako u jiných amerických landerů. Hlavním zařízením na roveru je SPR. Tento přístroj má za úkol skenovat zemi do hloubky 10 až 100 metrů.

## Cíle
Cílem mise je zkoumat informace o množství a zásobách podzemní vody na Marsu. Dále také bude hledat stopy po případném životě, který na Marsu mohl nebo může existovat.

## Název
Název Tchien-wen, „pátrání po nebeské pravdě“, je odvozen od stejnojmenné poémy starověkého básníka Čchü Jüana, v níž básník klade Nebesům otázky týkající se čínské mytologie a náboženství.
Lander byl pojmenován Ču-žung (Zhurong). Zhurong je pojmenován podle čínské bájné postavy, obvykle spojované s ohněm a světlem, protože Mars je v Číně (čínštině) i v dalších východoasijských zemích nazýván "Planetou ohně". Jméno bylo vybráno na základě online hlasování v období od 20. ledna 2021 do 28. února 2021, kdy se Zhurong umístil první s 504 466 hlasy.